# Huntsville (Texas)
Huntsville ist die Hauptstadt des Walker County im Osten des US-Bundesstaats Texas. Das U.S. Census Bureau hat bei der Volkszählung 2020 eine Einwohnerzahl von 45.941 ermittelt.

## Geschichte

### Sam Houston
Sam Houston, der erste Präsident der Republik Texas und spätere Gouverneur von Texas, verbrachte seinen Lebensabend in Huntsville und starb dort. An Houston erinnern zwei von ihm bewohnte Häuser, sein Grab, ein Museum und eine zwanzig Meter hohe Monumentalstatue aus dem Jahr 1994 direkt an der Interstate 45 von Houston nach Dallas.

## Kultur und Sehenswürdigkeiten

### Bildung
Huntsville ist Sitz der Sam Houston State University.

## Trivia
Huntsville wurde international bekannt als der Ort, in dem der Bundesstaat Texas Hinrichtungen ausführt. Die zum Tode Verurteilten sind nach einigen erfolgreichen Fluchtversuchen aus dem Gefängnis Ellis Unit seit 1999 nicht mehr in Huntsville untergebracht, sondern werden aus den Gefängnissen Polunsky Unit in Livingston (Männer) und Mountain View Unit in Gatesville (Frauen) kurz vor der geplanten Hinrichtung nach Huntsville transportiert.
Das 1989 eröffnete Texas Prison Museum widmet sich der Geschichte des texanischen Gefängnissystems. Unter anderem wird dort ein elektrischer Stuhl gezeigt.

## Söhne und Töchter der Stadt
- Thomas Henry Ball (1859–1944), Politiker, Mitglied im Repräsentantenhaus
- Robert A. Lovett (1895–1986), Politiker, US-Verteidigungsminister
- Sonny Lee (1904–1975), Jazzposaunist
- Steve Forrest (1924–2013), Filmschauspieler
- Erin Cummings (* 1977), Schauspielerin

## Siehe auch

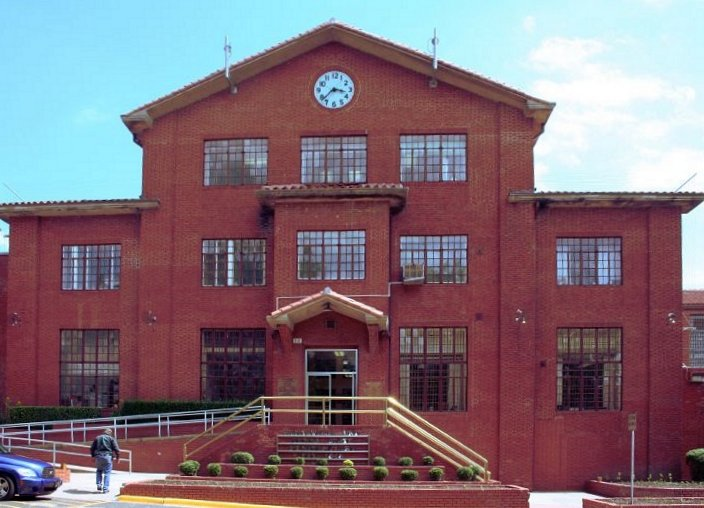
Staatsgefängnis Huntsville Unit
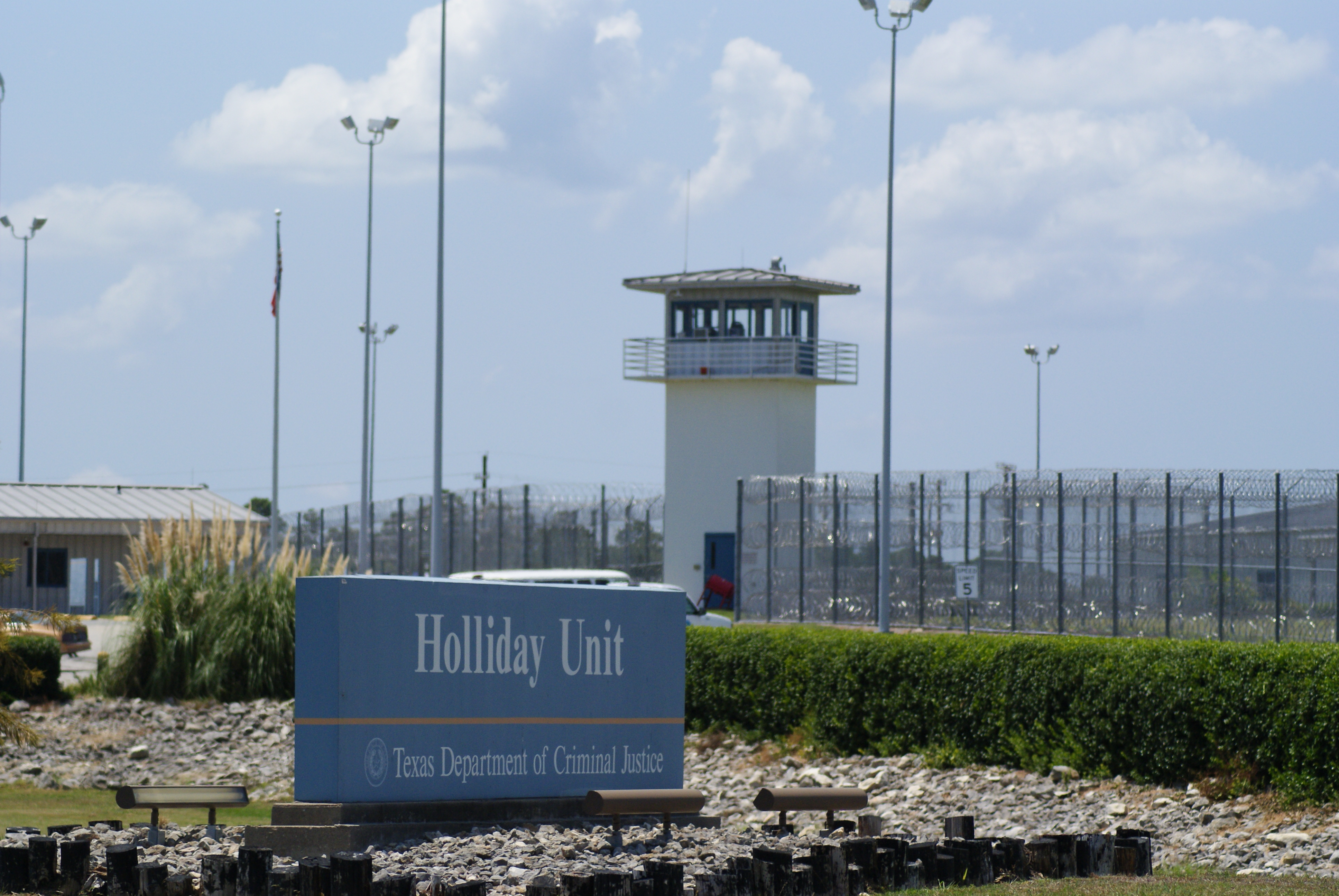
Staatsgefängnis C. A. Holliday Unit
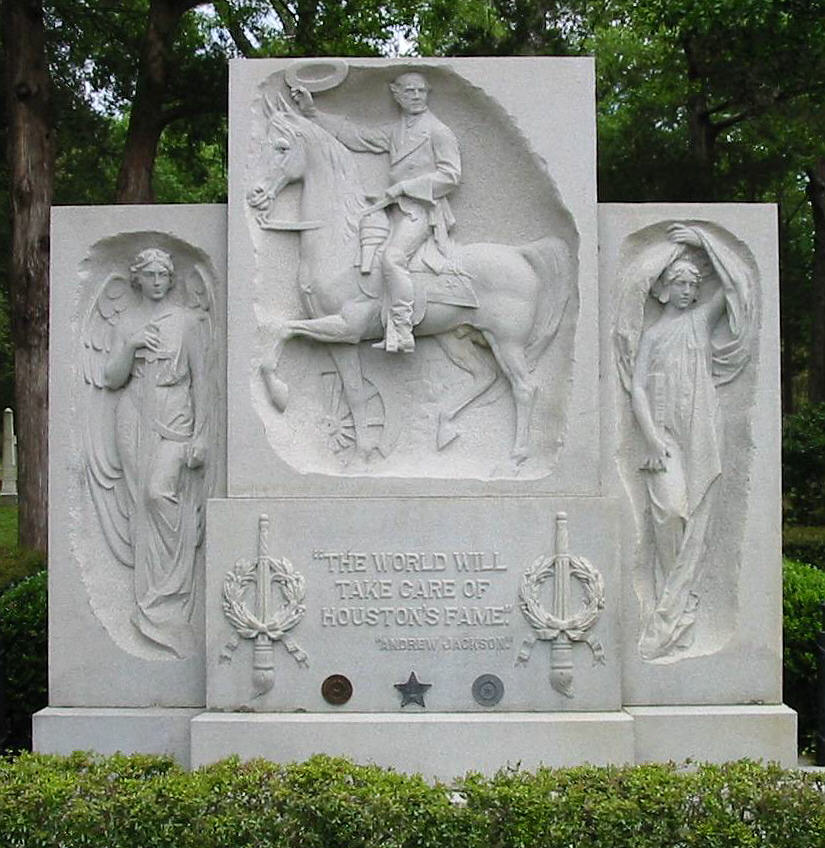
Grab von Sam Houston
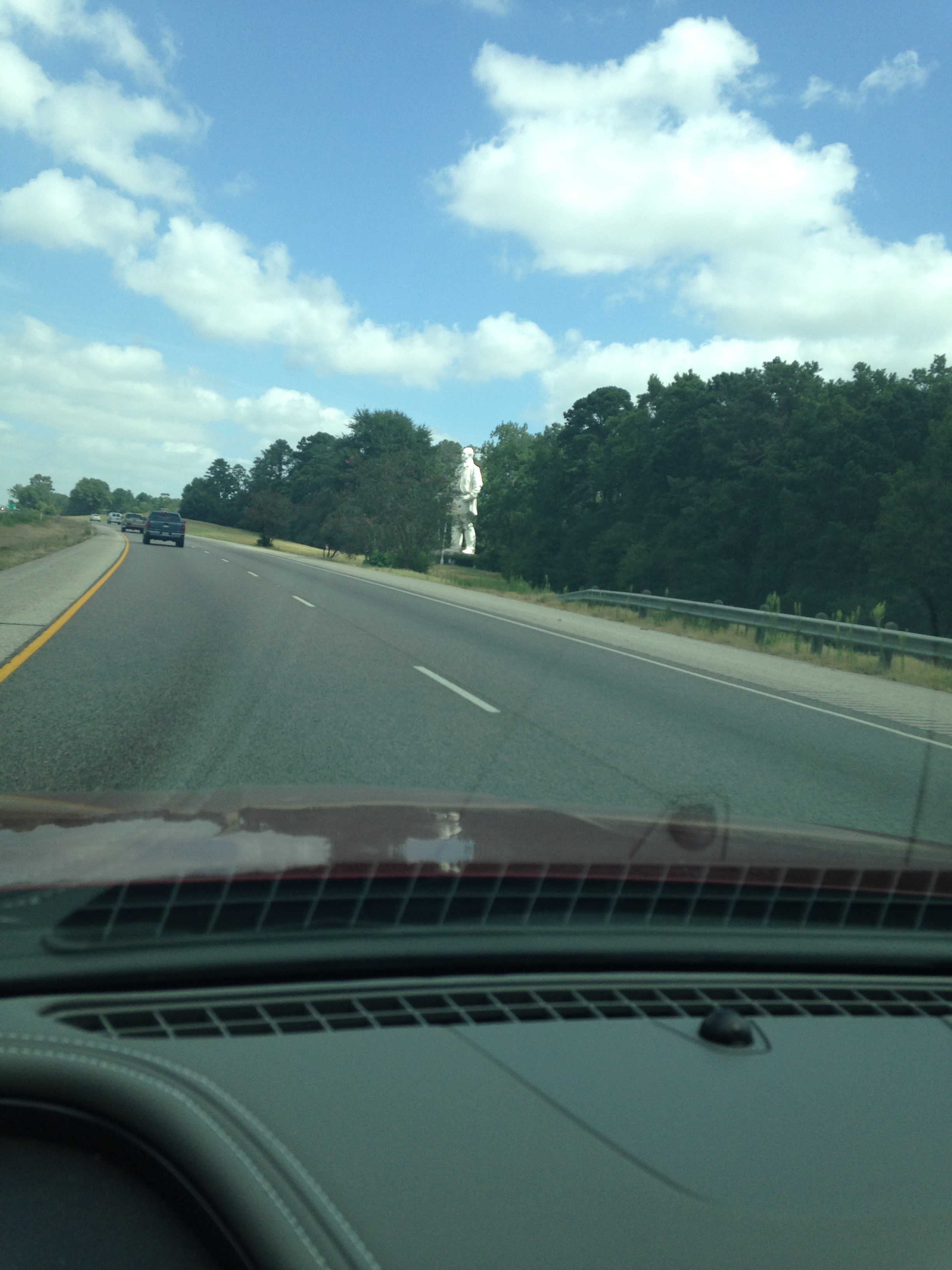
Monumentalstatue von Sam Houston